# Новоспасское (Киреевский район)
Новоспасское — деревня в Богучаровском сельском поселении Киреевского района Тульской области.

## География
Параллельно деревни протекает река Белевка.
В трёх километрах от деревни находятся озёра (карьеры) окружённые соснами, очень много отдыхающих бывают там летом, в том числе из Тулы и Москвы.

## История
В XVIII веке деревня относилась к приходу церкви села Кузнецово, её население составляли помещичьи крестьяне.
В списке населённых мест Тульской губернии за 1859 год упомянута как владельческая деревня Спасские выселки Богородицкого уезда, в которой насчитывалось 17 дворов.
В 1920-х годах деревня стала административным центром Новоспасского сельсовета и включала в себя 69 домохозяйств.

## Население
В 1857 году согласно окладным книгам в деревне насчитывалось 205 прихожан.
В 1859 году население составляло 223 человека (110 мужчин и 113 женщин).
По данным всесоюзной переписи населения 1926 года в селении проживало 392 человека (191 мужчина и 201 женщина).
| 2010 |
| ---- |
| 43   |